# Eyewitness (série de televisão)
Eyewitness foi uma série de televisão norte-americana do gênero drama que estreou em 16 de Outubro de 2016 no canal USA Network. A série, que é baseada na produção norueguesa Øyevitne, recebeu ordem de produção de 10 episódios em Janeiro de 2016. Em 1 de Março de 2017 a série foi cancelada.

## Enredo
A série é uma adaptação do drama norueguês Øyevitne e conta a história de um casal adolescente gay, que na intenção de aproveitar o fim de semana juntos, vão para uma cabana em uma cidade pequena no interior do estado de Nova York, mas acabam presenciando um crime brutal.
Os dois jovens, Philip e Lukas, concordam em manter o relacionamento em segredo, já que Lukas não tem ainda certeza de sua sexualidade, e por isso não contam à policia sobre o ocorrido. Porém, é quase impossível manter o silêncio com a pressão da xerife local, que é também a mãe adotiva de Phillip. A situação fica mais complicada quando os dois se tornam o próximo alvo do assassino, Ryan Kane, que está disposto a fazer tudo que for necessário para escapar da justiça e descobrir o paradeiro de uma garota com quem ele tem um relacionamento proibido.

## Elenco

### Personagens principais
- Tyler Young, como Philip Shea.
- James Paxton como Lukas Waldenbeck.
- Julianne Nicholson como Xerife Helen Torrance e mãe adotiva de Phillip.
- Gil Bellows como Gabe Caldwell, um veterinário, marido de Helen e pai adotivo de Phillip.
- Warren Christie como Ryan Kane, assassino e fugitivo.
- Tattiawna Jones como Kamilah Davis, uma agente do FBI com ligações pessoais ao crime.

### Personagens recorrentes
- Amanda Brugel como Sita Petronelli, irmã de Kamilah.
- Aidan Devine como Bo Waldenbeck, como pai de Lukas.
- Rainbow Sun Francks como Burlingame, parceiro de Kamilah.
- Matt Murray como delegado Tony Michaels.
- Katie Douglas como Bella.
- Mercedes Morris como Rose, namorada de Lukas.
- Carlyn Burchell como Anne Shea, a mãe viciada em drogas de Philip.
- Alex Karzis como Mithat Milonkovic.

## Episódios

### 1ª temporada: 2016
A primeira temporada da série estreou em 16 de Outubro de 2016, tendo seu último episódio exibido em 18 de Dezembro do mesmo ano.
| #S | #T | Título                             | Dirigido por        | Escrito por                                  | Exibição original      | Audiência (em milhões) |
| --- | -- | ---------------------------------- | ------------------- | -------------------------------------------- | ---------------------- | ---------------------- |
| 1 | 1  | "Buffalo '07"                      | Catherine Hardwicke | Teleplay por: Adi Hasak                      | 16 de Outubro de 2016  | 0.77                   |
| Os adolescentes Philip e Lukas se encontram e compartilham um beijo, ao mesmo tempo em que testemunham um assassinato. No entanto, eles não reportam o crime, já que estão com medo de serem revelados. As coisas se complicam ainda mais quando a mãe adotiva de Philip, que é xerife, começa a investigar o caso. |    |                                    |                     |                                              |                        |                        |
| 2 | 2  | "Bless the Beast and the Children" | Catherine Hardwicke | Teleplay por: Adi Hasak                      | 23 de Outubro de 2016  | 0.63                   |
| Philip e Lukas encontram provas de que o assassino está vivo. Enquanto isso, Helen tenta evitar que o caso afete seu casamento. Mais tarde, o novo responsável pela força-tarefa do FBI é apresentado. |    |                                    |                     |                                              |                        |                        |
| 3 | 3  | "Bella, Bella, Bella"              | Scott Peters        | Teleplay por: Adi Hasak & Angel Dean Lopez   | 30 de Outubro de 2016  | 0.56                   |
| Helen busca a ajuda da agente Kamilah Davis a fim de encontrar uma testemunha em potencial. Enquanto isso, os garotos fogem da escola e visitam um clube em Nova York, mas o lugar não é o que Lukas esperava. Ryan consegue encontrar Bella, a filha de um traficante de drogas.                                   |    |                                    |                     |                                              |                        |                        |
| 4 | 4  | "Crème Brulée"                     | Scott Peters        | Teleplay por: Adi Hasak & Samir Mehta        | 6 de Novembro de 2016  | 0.57                   |
| Ryan tenta encerrar o caso. O casamento de Helen e Gabe é testado quando Philip revela um segredo. Lukas cria um escândalo para esconder rumores na escola. |    |                                    |                     |                                              |                        |                        |
| 5 | 5  | "The Lilies"                       | Kelly Makin         | Teleplay por: Angel Dean Lopez & Samir Mehta | 13 de Novembro de 2016 | 0.61                   |
| Ryan é obrigado a interferir com uma autópsia quando Helen fica mais perto da verdade. Philip lida com uma visita surpresa de sua mãe, e Lukas luta com a ansiedade sobre os assassinatos na cabana. |    |                                    |                     |                                              |                        |                        |
| 6 | 6  | "The Yellow Couch"                 | Kelly Makin         | Teleplay por: Samir Mehta                    | 20 de Novembro de 2016 | 0.62                   |
| Helen é afastada da busca pela arma do assassinato por Kamilah, que precisa de sua ajuda para encontrar Sita. Lukas se aproxima de sua desejada fiança, mas garanti-la pode exigir um ato de traição. |    |                                    |                     |                                              |                        |                        |
| 7 | 7  | "They Lied"                        | Rob Lieberman       | Teleplay por: Angel Dean Lopez               | 27 de Novembro de 2016 | 0.61                   |
| Helen dá continuidade ao caso após a grande revelação de Lukas. Phillip decide continuar em Tivoli e os dois finalmente aceitam seu romance. Enquanto isso, Kamilah busca a ajuda de Helen depois que Sita suicida-se. Ryan continua a barrar a investigação.                                                       |    |                                    |                     |                                              |                        |                        |
| 8 | 8  | "The Larsons' Dog"                 | Rob Lieberman       | Teleplay por: Adi Hasak & Samir Mehta        | 4 de Dezembro de 2016  | 0.64                   |
| Ryan tenta se aproximar de Lukas. Enquanto investiga o assassino, Helen desenvolve uma conexão emocional inesperada com Ryan. Gabe descobre uma pista sobre o passado misterioso de sua esposa. |    |                                    |                     |                                              |                        |                        |
| 9 | 9  | "Savior Unknown"                   | Scott Peters        | Teleplay por: Adi Hasak & Jennifer Coté      | 11 de Dezembro de 2016 | 0.64                   |
| Ryan luta para cobrir seus rastros. Enquanto isso, o passado sombrio de Helen volta e ameaça seu casamento, bem como sua capacidade de proteger sua família e envolvidos. |    |                                    |                     |                                              |                        |                        |
| 10 | 10 | "Mother's Day"                     | Scott Peters        | Teleplay por: Adi Hasak & Kendall McKinnon   | 18 de Dezembro de 2016 | 0.74                   |
| Helen finalmente encaixa as peças e descobre quem é o atirador na cabana. Enquanto isso, os garotos desaparecem e ela precisa encontrá-los antes que eles morram. Ryan faz o que for necessário para atraí-los, mesmo que isso envolva matar mais inocentes.                                                        |    |                                    |                     |                                              |                        |                        |